# Аурінколахті
Аурінколахті (фін. Aurinkolahti, швед. Solvik, укр. Аурінколахті — сонячна затока, пляж) — квартал району Вуосаарі у Східному Гельсінкі, Фінляндія. Площа — 1,05 км², населення — 3491 особа (планована чисельність — 7000 осіб), новітній квартал, який швидко зростає, розбудову розпочато 2000 року. Початкова назва була Мусталахті (чорна затока), але з маркетингових міркувань його перейменовано.

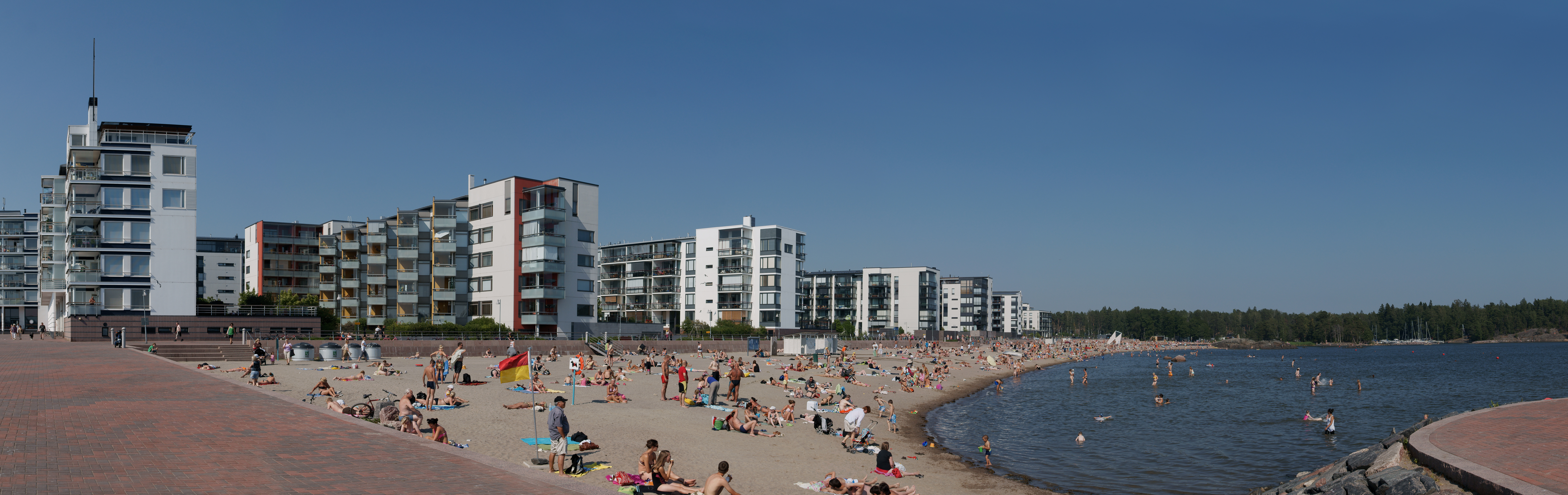
пляж Аурінколахті
Аурінколахті на мапі Гельсінкі